# 耶律寧
耶律宁（?—?），为辽朝宗室，辽天祚帝的第六子。元妃萧贵哥所生。
耶律宁被封为许王，是耶律定的同母兄弟，到了青冢泺，被金朝军队所擒获。 

## 資料
- 《辽史》天祚帝本纪、皇子表